# Bouge
Bouge (în valonă Boudje) este o secțiune a orașului belgian Namur, situată în regiunea Valonia, în provincia Namur. A fost o comună de sine stătătoare până la fuziunea comunelor din 1977.

## Toponimie
Numele Bouge provine, cel mai probabil, de la existența unui burg fortificat în această zonă (în perioada Imperiului Roman târziu, regiunea a găzduit mai mulți fortificații, posturi de apărare și protecție).
De-a lungul secolelor, au fost atestate următoarele forme ale denumirii:
- Burges în 1214 ;
- Bourgez în 1398 ;
- Bourges în 1445 ;
- Bougez în 1456 ;
- Bouges în 1481.

Toponimia din Bouge include numeroase locuri, printre care: À la Potresse, Moulin-à-Vent, Bois de Bouge, À la Roche, Fond Delvaux, À la Pêcherie, Au Village, Forêt (Petite Forêt), Chemin des Mines, Coquelet, Ponty, Sardanson, Trou Marie-Lisotte, Plomcot (parțial pe teritoriul Bouge) și Tienne de Bouge (astăzi strada Georges Attout).

### La Potresse
La Potresse (sau Poteresse) este numele unui heleșteu situat în zona rurală a localității Bouge. Nu departe de acesta se află ruinele unui fost puț de mină, probabil legat de mina de la Plomeco. În apropiere, a fost descoperit un mormânt belgo-roman care conținea mai multe vase.

### Moulin-à-Vent
Numele cartierului Moulin-à-Vent provine de la o autorizație emisă în 1730 pentru construirea a trei mori de vânt la Bouge. Se pare că doar una a fost construită, însă aceasta a fost incendiată cinci ani mai târziu.

## Istorie

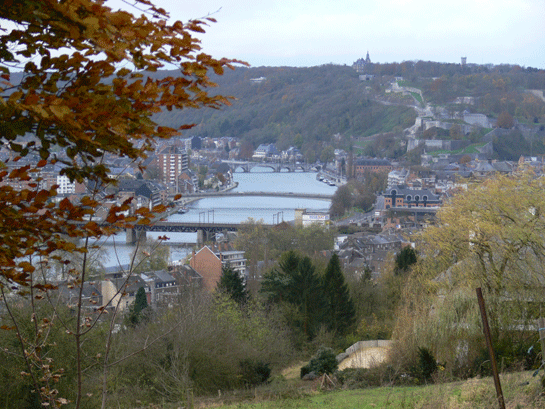
Punctul de belvedere Grand Feu din Bouge.

Namur a fost în trecut o fortăreață de mare importanță strategică, iar platoul Bouge, aflat în fața sa, a jucat adesea un rol esențial în timpul numeroaselor asedii suferite de oraș. Începând cu secolul al XVI-lea, Bouge a devenit teatru de operațiuni militare.
În 1578, după bătălia de la Gembloux, Ioan de Austria a venit cu armata sa și s-a instalat la Bouge. A murit acolo, la 1 octombrie 1578, în urma unei epidemii de tifos. Trecerea sa prin Bouge a lăsat urme: ferma Don Juan de Austria este clădirea în care se presupune că ar fi decedat. În localitate se află, de asemenea, rue de Lépante și rue Don Juan d’Autriche, denumiri care amintesc de el.
În timpul asediului orașului Namur din 1692, o parte din cartierul general al regelui Ludovic al XIV-lea s-a instalat la Bouge. După capitularea orașului, Vauban a dotat Namurul cu bastioane avansate la marginea platoului Bouge: forturile Saint-Antoine, Pied Noir, Saint-Fiacre și Balard. Cense-ul (ferma fortificată) de la Coquelet a fost de asemenea întărit de francezi cu lucrări de apărare.
În 1695, regele Angliei, William al III-lea, a ocupat colina Bouge pentru a ataca Namurul prin bastionul Saint-Nicolas.
În perioada 1695–1696, inginerul olandez Menno van Coehoorn⁠(d) a construit fortul Coquelet, care a fost probabil, inițial, un proiect conceput de Vauban.
În 1704, în timpul unui nou asediu, francezii, bombardați de trupele olandeze, au întărit bateriile cetății Namur prin instalarea unui supliment de artilerie pe platoul Bouge.
În 1746, Namur a fost din nou asediat, iar contele de Lowendal și-a stabilit cartierul general la Bouge.
La 23 august 1914, în timpul invaziei germane din Primul Război Mondial, regimentele 71 și 95 de infanterie ale armatei imperiale germane au executat optsprezece civili și au distrus patruzeci și opt de case.

## Demografie
- INS - 1831 până în 1970 = recensăminte, 1976 = numărul de locuitori la 31 decembrie.

## Patrimoniu și cultură

### Patrimoniu arhitectural
Mai multe situri și monumente din Bouge au fost clasate ca parte a patrimoniului Valoniei, în conformitate cu Legea din 7 august 1931 privind conservarea monumentelor și siturilor:
- punctul de belvedere Grand Feu de Bouge, clasat ca sit la 4 octombrie 1974, oferă un panoramă asupra cetății Namur și a localității Jambes;
- ferma de la Ponty (fațadele și acoperișurile), clasată ca monument, împreună cu împrejurimile sale clasate ca sit la 4 august 1983;
- centrul vechi al satului, clasat ca sit la 5 iulie 1989;
- pădurea Bois de Coquelet, clasată ca sit la 26 septembrie 1991.

### Ferma de la Ponty
Ferma de la Ponty (cunoscută anterior sub numele Pontich) a aparținut Azilului pentru Marii Bolnavi (Hospice des Grands-Malades). În secolul al XV-lea, ferma a devenit un stabiliment comunal. Ulterior, a fost administrată de Spitalul Mare din Namur (Grand Hôpital de Namur), apoi de Comisia de asistență publică din Namur.

### Biserica Sainte-Marguerite
Biserica Sainte-Marguerite a fost construită în anul 1870. Este situată în Place Sainte-Marguerite, pe locul unde se afla anterior capela Sainte-Marguerite d'Antioche, datând din 1713. Este un edificiu în stil neogotic, realizat din piatră de calcar. Biserica a devenit parohie în 1838.

### Biserica din cartierul Moulin-à-Vent
Biserica din cartierul Moulin-à-Vent din Bouge, situată în Place des Tilleuls, a fost inaugurată în 1968. A fost construită pentru a înlocui capela Moulin-à-Vent, devenită prea mică. Această capelă se afla la marginea Chaussée de Louvain, în dreptul numărului 304. Odinioară a aparținut parohiei Saint-Joseph din Namur. În 1839, a fost alipită parohiei Sainte-Marguerite și a devenit parohie de sine stătătoare în 1929. Capela a fost demolată în 1970.

### Capela Sainte-Rita
Călugării ordinului Sfântului Augustin din Heverlee s-au stabilit într-un castel care a aparținut în 1893 baroanei de Cartier. Pe proprietate, aceștia au construit capela Sainte-Rita, patroana cauzelor pierdute. În subsolul boltit al capelei, părinții augustini au amenajat o criptă în care se află un sarcofag transparent, conținând o statuie de ceară în mărime naturală reprezentând sfânta. Capela a devenit un loc de pelerinaj.